# Le Dit de la terre plate

Le Dit de la terre plate (titre original : The Flat-Earth Cycle) est un cycle de dark fantasy de l'auteure britannique Tanith Lee, constitué de cinq volumes publiés de 1978 à 1987. Il lui a valu le prix British Fantasy du meilleur roman pour Le Maître de la mort. 
Le cycle est composé de nouvelles situées dans un monde de fantasy dans lequel vivent des humains et des démons aux pouvoirs occultes. L'écriture en est très poétique, et le ton proche des versets de la Bible et des contes des Mille et Une Nuits.
1. Le Maître des ténèbres ((en) Night's Master, 1978)
2. Le Maître de la mort ((en) Death's Master, 1979)
3. Le Maître des illusions ((en) Delusion's Master, 1981)
4. La Maîtresse des délires ((en) Delirium's Mistress, 1986)
5. Les Sortilèges de la nuit ((en) Night's Sorceries, 1987)